# Edson Tavares
Edson Tavares (Río de Janeiro, 19 de junio de 1956) es un exfutbolista y entrenador de fútbol brasileño. Actualmente se encuentra sin club. Ha desarrollado gran parte de su carrera en el fútbol de Asia.

## Trayectoria como entrenador
Comenzó su carrera como entrenador en el FC Fribourg de Suiza entre 1982 y 1983. En 1984 se marchó a Túnez donde dirigió al Stade soussien hasta 1985. Aunque tuviera una breve etapa en el Porto Alegre FC (1987), seguida de un retorno a Suiza en el FC Signal Bernex (1988-1989), desempeñó casi toda su dilatada carrera en Asia donde se hizo cargo de clubes, especialmente en China, pero también en Jordania, Vietnam, Irán, Arabia Saudita – donde dirigió al club más laureado del país, el Al-Hilal – Kuwait y Omán.
También ejerció de director deportivo en el Americano Futebol Clube de su país, en dos ocasiones (2005 y 2007).

### Selección de Vietnam
Tavares entrenó a la selección de Vietnam en dos oportunidades, primero en 1995 y luego, 9 años más tarde, sustituyendo a Nguyen Thanh Vinh en el banquillo, en mayo de 2004. Dirigió a los Guerreros Rojos en las clasificatorias al Mundial de 2006, disputando 4 partidos y terminando en el 3° lugar del grupo 7 de la eliminatoria, compuesto también de Corea del Sur, Maldivas y Líbano. En septiembre de 2004 obtuvo el subcampeonato en la Vietnam Football Federation Cup.

### Selección de Haití (2010-2011)
El 16 de septiembre de 2010, Tavares fue designado por la FHF como nuevo seleccionador de Haití, con la misión de clasificarlos al Mundial de Brasil 2014. Los resultados no fueron los esperados ya que Haití cayó desde la segunda ronda eliminatoria, al quedar segunda del grupo F liderado por Antigua y Barbuda. La prensa local criticó severamente la eliminación, acusando a Tavares de "destrozar el sueño de millones de haitianos".
Su balance estadístico con los Grenadiers es de 11 partidos disputados, 6 victorias, 2 empates y 3 derrotas (60.6% de rendimiento).

### Otras selecciones
Tavares fue también seleccionador de Jordania (1986) y de la selección olímpica de Omán en el 2008. Asimismo se desempeñó como asistente técnico de Chile, en 1989, bajo las órdenes de Orlando Aravena.

## Clubes

### Como jugador
| Club                | País      | Año |
| ------------------- | --------- | --- |
| Vasco da Gama       | Brasil    | ¿?  |
| Belenense           | Portugal  | ¿?  |
| Deportivo Portugués | Venezuela | ¿?  |
| Sporting Braga      | Portugal  | ¿?  |
| Porto               | Portugal  | ¿?  |
| FC Zürich           | Suiza     | ¿?  |
| FC Fribourg         | Suiza     | ¿?  |
| FC Renens           | Suiza     | ¿?  |

### Otros cargos
| Club              | País   | Año       | Rol                |
| ----------------- | ------ | --------- | ------------------ |
| Selección Mayores | Chile  | 1989      | Asistente técnico  |
| Americano         | Brasil | 2005      | Director deportivo |
| Americano         | Brasil | 2007      | Director deportivo |
| Nova Iguaçu       | Brasil | 2014-2016 | Director deportivo |

### Como entrenador
| Club                  | País           | Año           |
| --------------------- | -------------- | ------------- |
| FC Fribourg           | Suiza          | 1982-1983     |
| Stade Soussien        | Túnez          | 1984-1985     |
| Selección Mayores     | Jordania       | 1986          |
| Al Ramtha             | Jordania       | 1986-1987     |
| Porto Alegre FC       | Brasil         | 1987          |
| FC Signal Bernex      | Suiza          | 1988-1989     |
| Al-Hilal              | Arabia Saudita | 1990-1991     |
| Al-Salmiya            | Kuwait         | 1991-1994     |
| Selección Mayores     | Vietnam        | 1995          |
| Khaitan Sporting Club | Kuwait         | 1996-1997     |
| Guangzhou Songri      | China          | 1998          |
| Sichuan Guancheng     | China          | 1999          |
| Shenzhen Ruby FC      | China          | 2000          |
| Guangzhou Evergrande  | China          | 2000          |
| Chongqing Lifan       | China          | 2001-2003     |
| Selección Mayores     | Vietnam        | 2004          |
| Sepahan FC            | Irán           | 2005-2006     |
| Selección Olímpica    | Omán           | 2008          |
| Vissai Ninh Binh FC   | Vietnam        | 2009          |
| Shenzhen Ruby FC      | China          | 2009          |
| Al-Oruba Sur          | Omán           | 2009-2010     |
| Selección Mayores     | Haití          | 2010-2011     |
| Al-Shabab Club        | Omán           | 2012-2013     |
| Yokohama FC           | Japón          | 2017-2019     |
| Persija Jakarta       | Indonesia      | 2019          |
| Borneo FC             | Indonesia      | 2020          |
| Sanat Naft FC         | Irán           | 2022-presente |